# Friedrich Accum

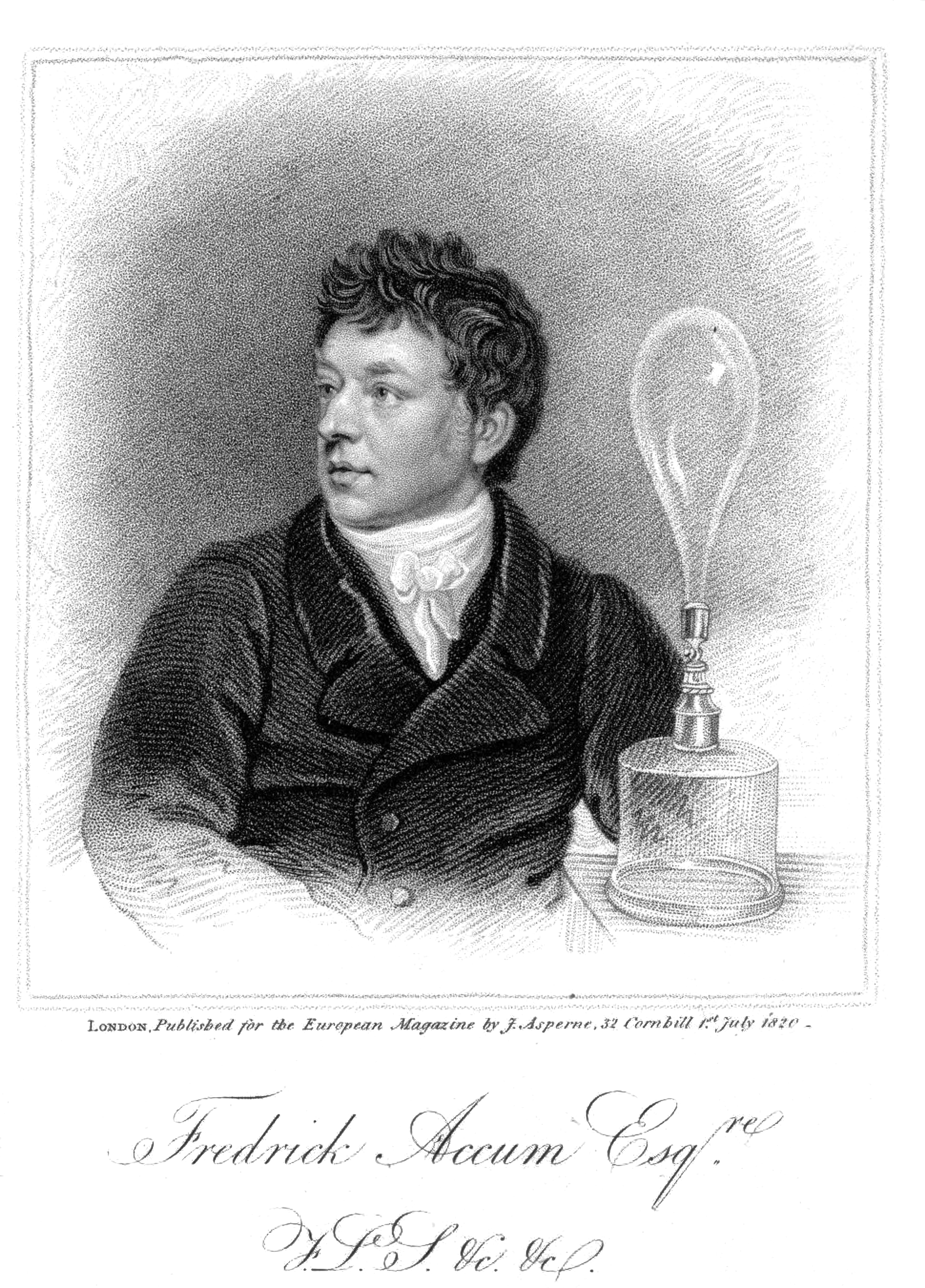
Friedrich Accum (1769–1838). Erstmals in der Zeitschrift European Magazine aus dem Jahr 1820 abgedruckter Stich von James Thomson.

Friedrich Christian Accum (* 29. März 1769 in Bückeburg; † 28. Juni 1838 in Berlin) war ein deutscher Chemiker, dessen Hauptverdienste in der Förderung der Leuchtgaserzeugung, dem Kampf gegen Lebensmittelverfälschungen und der Popularisierung der Chemie liegen.
Zwischen 1793 und 1821 lebte Accum in London, wo er ein eigenes Labor betrieb, Chemikalien und Laborgeräte verkaufte, Lehrstunden in praktischer Chemie abhielt und an mehreren naturwissenschaftlichen Forschungsinstituten arbeitete. Angeregt durch Friedrich Albert Winsor (1763–1830) und dessen langjährige Werbekampagne für die Gasbeleuchtung, begann Accum sich mit dem Thema der Leuchtgasproduktion zu beschäftigen. Im Auftrag der 1810 gegründeten Gaslight and Coke Company führte er zahlreiche Versuche durch und wurde 1812 in ihren ersten Vorstand berufen. Mit der von Accum geleiteten Errichtung der ersten Londoner Gasanstalt wurde die Nutzung der Gasbeleuchtung vom industriellen auf den öffentlichen und privaten Raum ausgeweitet.
Accums 1820 erschienenes Werk Treatise on Adulteration of Food, in dem er den Einsatz von giftigen Lebensmittelzusatzstoffen anprangerte, markiert den Beginn eines bewussten Umgangs mit Nahrungsmitteln. Accum war der erste, der sich dieses Themas annahm und zugleich eine breite Öffentlichkeitswirkung erzielte. Während seine Bücher beim Publikum reißenden Absatz fanden, brachte ihm seine Aufklärungsarbeit unter den Londoner Lebensmittelproduzenten zahlreiche Feinde ein. Nach einem gegen ihn angestrengten Gerichtsprozess verließ Accum England und verbrachte den Rest seines Lebens als Lehrer am Gewerbeinstitut und an der Bauakademie in Berlin.
Seine vornehmlich in englischer Sprache publizierten Schriften zeichnen sich durch ein besonderes Maß an Allgemeinverständlichkeit aus. Auf diese Weise trug Accum maßgeblich zur Popularisierung des Faches Chemie bei.

## Leben und Werk

### Jugend- und Lehrjahre

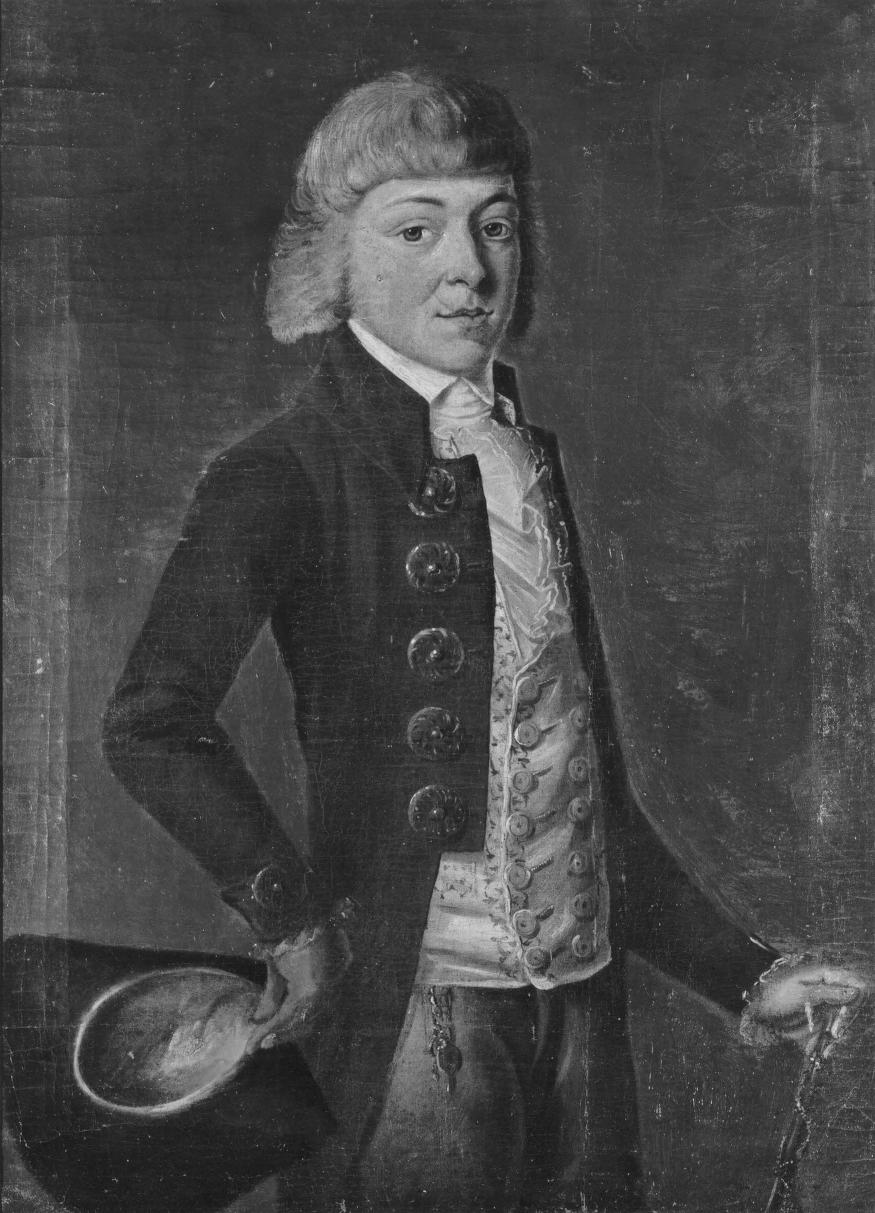
Friedrich Accum als Junge. Schwarz-Weiß-Reproduktion eines Ölgemäldes von Accums Schwager Anton Wilhelm Strack.

Friedrich Accum wurde am 29. März 1769 in Bückeburg, etwa 50 km westlich von Hannover, geboren. Sein Vater stammte aus Vlotho an der Weser und hatte zunächst in einem Infanterieregiment des Grafen Wilhelm von Schaumburg-Lippe gedient. Im Jahr 1755 konvertierte Accums Vater vom Judentum zum evangelisch-reformierten Glauben und heiratete kurze Zeit später in Bückeburg Judith Berth dit La Motte, die Tochter eines Hutfabrikanten aus der französischen Kolonie Berlins und Enkelin eines hugenottischen Religionsflüchtlings. Bei seiner Taufe änderte er seinen Geburtsnamen Markus Herz in Christian Accum. Sowohl der Vorname Christian, der dem Wortsinn nach „Anhänger Christi“ bedeutet, als auch der aus dem hebräischen Wort „Akum“ für „Nicht-Jude“ abgeleitete Nachname unterstrichen den Religionswechsel auf besonders nachdrückliche Art und Weise. Unbekannt ist, ob dies auf Drängen der Familie seiner Braut oder aus eigenem Antrieb geschah. Auf jeden Fall begann Christian Accum nach der Hochzeit in einem ursprünglich den Eltern seiner Frau gehörenden Haus in der Bückeburger Schulstraße 141 eine selbständige Tätigkeit als Kaufmann und Seifenfabrikant und erwarb neun Jahre nach seiner Hochzeit das Bürgerrecht der Stadt. Bereits drei Jahre nach Friedrichs Taufe am 2. April 1769 starb Christian Accum im Alter von fünfundvierzig Jahren und hinterließ neben Friedrich und seiner Mutter noch die älteren Geschwister Philipp Ernst, Henriette Charlotte und die achtmonatige Ernestine, die aber bereits im Alter von fünf Jahren starb.
Friedrich Accum besuchte das Bückeburger Gymnasium Adolfinum und erhielt darüber hinaus Privatunterricht in Französisch und Englisch. Nach der Schulausbildung absolvierte er eine Lehre in der Apotheke der mit den Accums befreundeten Familie Brande in Hannover. Die Brandes betrieben auch eine Filiale in London und waren die Apotheker des englisch-hannoverschen Königs Georg III. Da London als Zentrum der Technologie zum Ende des 18. Jahrhunderts große Anziehungskraft auf junge, naturwissenschaftlich interessierte Menschen aus ganz Europa ausübte, ging auch Friedrich Accum im Jahr 1793 dorthin und arbeitete als Assistent in der Apotheke Brande in der Arlington Street.

### Die ersten Jahre in London
Neben seiner Tätigkeit in der Apotheke der Brandes betrieb Accum zunächst naturwissenschaftliche Studien und besuchte medizinische Vorlesungen in der School of Anatomy in der Great Windmill Street. Er hatte Kontakt zu dem Chirurgen Anthony Carlisle (1768–1840) und zu dem Londoner Chemiker William Nicholson (1753–1815), in dessen Zeitschrift Nicholson’s Journal er 1798 – im Alter von neunundzwanzig Jahren – seinen ersten Fachaufsatz veröffentlichte.
Am 10. Mai 1798 heiratete Accum, der seinen Namen inzwischen zu „Frederick Accum“ anglisiert hatte, die Engländerin Mary Ann Simpson (* 6. März 1777; † 1. März 1816 in London). Mit ihr hatte er insgesamt acht Kinder, von denen aber sechs schon tot auf die Welt kamen oder im Kindesalter starben. Sein ältestes Kind, die Tochter Flora Eliza (* 17. Mai 1799), heiratete Ernst Müller, mit dem sie drei Kinder hatte. Sein Sohn Friedrich Ernst Accum (* 3. April 1801; † 28. Januar 1869) hatte mit seiner Frau Charlotte Wilhelmina Johanna Henkel vier Kinder, deren im Jahr 2006 noch lebende Nachfahren aber nicht mehr den Namen Accum trugen.
Im Herbst des Jahres 1799 erschien in Nicholson’s Journal eine Übersetzung von Franz Carl Achards richtungsweisender Arbeit zur Zuckergewinnung aus Runkelrüben. Bis zu diesem Zeitpunkt war das in Übersee angebaute Zuckerrohr die einzige Nutzpflanze, aus der Zucker gewonnen wurde. Entsprechend wurde die Möglichkeit einer einheimischen Zuckererzeugung mit großem Interesse aufgenommen. Schon kurze Zeit nach der Veröffentlichung ließ Accum sich aus Berlin Proben des Rübenzuckers nach London schicken und präsentierte sie William Nicholson. Es war das erste Mal, dass Rübenzucker nach England gelangte, und Nicholson veröffentlichte in seiner Zeitschrift im Januar 1800 einen detaillierten Bericht über die von ihm angestellten Untersuchungen, bei denen er keine Geschmackseinbußen gegenüber dem Rohrzucker feststellte.

### Laborbetreiber, Kaufmann und Privatlehrer
Im Jahr 1800 zog Accum mit seiner Familie vom Haymarket 17 in die Old Compton Street 11. Hier lebte er die nächsten zwanzig Jahre und nutzte sein Haus sowohl für den Unterricht von Schülern als auch für Experimente und zum Verkauf chemischer Stoffe und Apparaturen. Auf seinen aus jener Zeit erhaltenen professional cards, mit denen Accum seine Dienste anbot, beschrieb er selbst seine Tätigkeit in der Old Compton Street wie folgt:

“Mr Accum acquaints the Patrons and Amateurs of Chemistry that he continues to give private Courses of Lectures on Operative and Philosophical Chemistry, Practical Pharmacy and the Art of Analysis, as well as to take Resident Pupils in his House, and that he keeps constantly on sale in as pure a state as possible, all the Re-Agents and Articles of Research made use of in Experimental Chemistry, together with a complete Collection of Chemical Apparatus and Instruments calculated to Suit the conveniences of Different Purchasers.”

„Herr Accum zeigt seinen Kunden und den Liebhabern der Chemie an, dass er seine privaten Vorlesungsreihen zur angewandten und theoretischen Chemie, praktischen Pharmazie und zur Kunst der Analyse fortsetzt sowie Schüler in sein Haus aufnimmt, und dass er stets alle Reagenzien und Artikel für chemische Experimente im reinstmöglichen Zustand zum Verkauf vorrätig hält, zusammen mit einer vollständigen und auf die Bedürfnisse unterschiedlicher Käufer zugeschnittenen Sammlung chemischer Apparaturen und Instrumente.“

An seine Kunden in London verteilte Accum in der Old Compton Street Kataloge seiner Waren und verschickte diese auf Nachfrage auch in andere Städte Englands und ins Ausland.
Accums Labor in der Old Compton Street war für lange Jahre die einzige bedeutendere Einrichtung in Großbritannien, an der ergänzend zu den theoretischen Vorlesungen zur Chemie auch praktische Laborübungen veranstaltet wurden. Accums Unterricht zog ein zum Teil prominentes Publikum an. Zu seinen Zuhörern gehörten so bekannte Londoner Politiker wie der spätere Premierminister Lord Palmerston, der Duke of Bedford oder der Duke of Northumberland. Gleichzeitig war Accums Labor die erste europäische Lehranstalt für Chemie, die auch von Studenten und Wissenschaftlern aus den Vereinigten Staaten besucht wurde, unter ihnen so berühmte Namen wie Benjamin Silliman und William Dandridge Peck. Als Silliman später Professor für Chemie am Yale College (der heutigen Yale University) in New Haven wurde, bestellte er die erste Laborausstattung bei Accum in London. Accums Biograph Charles Albert Browne vermutete in einer 1925 erschienenen Lebensskizze, dass sich an einigen der älteren US-amerikanischen Colleges noch Belege für Lieferungen aus Accums Londoner Geschäft finden ließen.
Bei der Entwicklung neuer Laborgeräte standen für Accum Praktikabilität und geringe Anschaffungskosten im Mittelpunkt. Auch Laien sollten in die Lage versetzt werden, einfache chemische Untersuchungen durchzuführen. So entwickelte Accum tragbare Laborkisten zur Analyse von Boden- und Gesteinsproben für Landwirte, bei denen auch im Falle des Umkippens keine Reagenzien auslaufen konnten. Die zu Preisen zwischen drei und achtzig Pfund Sterling angebotenen Truhen waren die ersten tragbaren Chemielabore.

### Dozent und Forscher
Im März 1801 erhielt Friedrich Accum eine Berufung an die Royal Institution in der Albemarle Street, ein erst zwei Jahre zuvor von dem Experimentalphysiker Graf Rumford gegründetes Forschungsinstitut. Dort arbeitete er als Laborassistent unter Humphry Davy, der zugleich mit ihm zum Direktor des Labors berufen worden war und später Präsident der Royal Society werden sollte. Accums Tätigkeit an der Royal Institution war allerdings nicht von langer Dauer, denn schon im September 1803 schied er auf eigenen Wunsch aus. Sein Biograph R. J. Cole vermutet einen Zusammenhang mit dem ungefähr gleichzeitigen Weggang des Grafen Rumford nach Paris, der dort Marie Lavoisier, die Witwe des 1794 guillotinierten Chemikers Antoine Laurent de Lavoisier, heiratete. Rumford war die treibende Kraft hinter Accums Berufung an die Royal Institution gewesen und vor diesem Hintergrund erscheint es plausibel, dass das Ausscheiden Accums mit dem seines Förderers zusammenhing.
Bis 1803 veröffentlichte Accum eine Reihe weiterer Artikel in Nicholson’s Journal, die einen breiten Themenbereich abdeckten: vom Auftreten von Benzoesäure in alten Vanilleschoten über Möglichkeiten, die Reinheit von Medikamenten zu bestimmen, bis hin zu Beobachtungen über die Explosivität von Schwefel-Phosphor-Gemischen. Weitaus bedeutender als diese zumeist recht kurzen Abhandlungen war jedoch sein 1803 veröffentlichtes Werk System of Theoretical and Practical Chemistry. Es war das erste auf Englisch veröffentlichte Buch, das auf den bahnbrechenden Erkenntnissen des häufig als „Vater der modernen Chemie“ bezeichneten französischen Chemikers Lavoisier beruhte. Darüber hinaus zeichnete es sich dadurch aus, dass der Text in einer allgemeinverständlichen Sprache gehalten war. Cole bewertet Accums erste umfangreichere Arbeit deshalb auch als eine „herausragende“ Leistung.

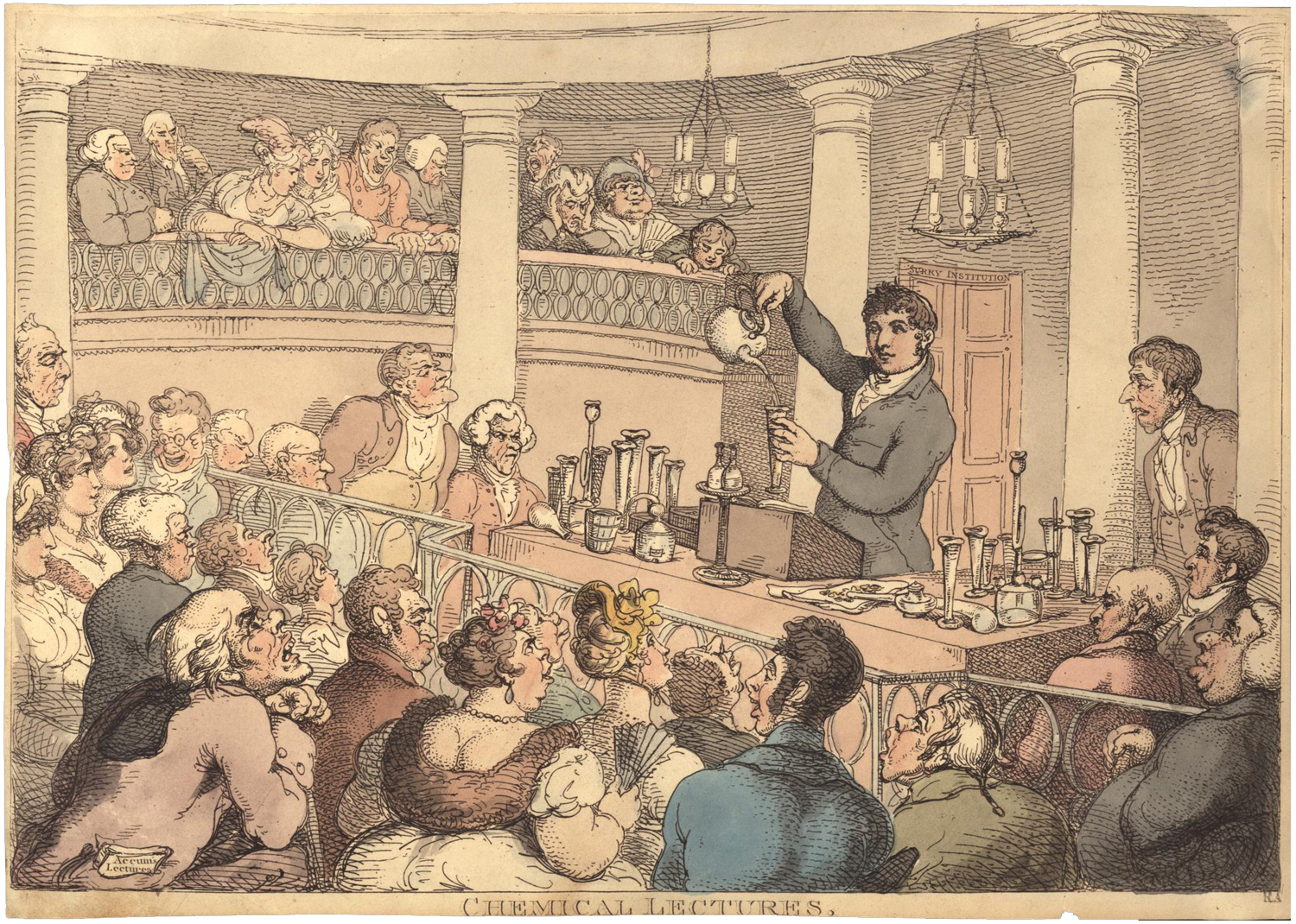
Chemical Lectures, zeitgenössische Karikatur von Thomas Rowlandson. Die Aufschrift Surrey Institution am oberen Türrahmen und die Schrift Accum’s Lectures in der Jackentasche des in der linken unteren Ecke sitzenden Mannes sind Hinweise darauf, dass es sich um eine Vorlesung Accums handelt. Das Staunen des Publikums soll die Lebendigkeit des Vortrags unterstreichen.

Seine ersten Vorlesungen zur Chemie und Mineralogie hielt Accum noch in einem kleinen Saal seines Hauses in der Old Compton Street. Seine Zuhörerschaft wuchs jedoch so schnell, dass er bald in das Medical Theater in der Cork Street ausweichen musste. Das große Interesse der Londoner Öffentlichkeit an seinen Vorlesungen führte nach Accums Weggang von der Royal Institution zu seiner Anstellung an der Surrey Institution in der Londoner Blackfriars Road. Einer in der Londoner Times erschienenen Zeitungsannonce vom 6. Januar 1809 lässt sich entnehmen, dass Accum jeden Mittwochabend um 19 Uhr Kurse in Mineralogie und der chemischen Analyse von Metallen anbot. Seine verstärkte Beschäftigung mit der Mineralogie in jener Zeit ist auch an den Titeln von zwei Büchern ablesbar, die Accum zwischen 1803 und 1809 schrieb: 1804 erschien ein zweibändiges Werk mit dem Titel A Practical Essay on the Analysis of Minerals (das 1808 als A Manual of Analytical Mineralogy eine zweite Auflage erlebte) und 1809 sein Analysis of a Course of Lectures on Mineralogy. Darüber hinaus veröffentlichte Accum während seiner Tätigkeit an der Surrey Institution noch wissenschaftliche Aufsätze zu den chemischen Eigenschaften und Inhaltsstoffen von Mineralwasser, die ab 1808 in Alexander Tillochs Philosophical Magazine erschienen.
Als der Pariser Salpetersieder Bernard Courtois im Jahr 1811 erstmals Jod aus der Asche von Seetang gewann, wurde seine Entdeckung von der Fachwelt mit großem Interesse aufgenommen. In England gehörte Accum zu den ersten Chemikern, die Versuche zur Isolierung des Stoffes unternahmen. In zwei Aufsätzen, die Accum in Tillochs Philosophical Journal im Januar und Februar 1814 veröffentlichte, wies er erstmals auf den unterschiedlichen Jodgehalt verschiedener Seetangsorten hin und beschrieb detailliert die Schritte, die zur Jodgewinnung notwendig waren.

### Accums Rolle in der Geschichte der Leuchtgasproduktion
Der industrielle Fortschritt im ausgehenden 18. und beginnenden 19. Jahrhundert war in hohem Maße von der Entwicklung einer künstlichen Beleuchtung abhängig. Eine Textilfabrik auf traditionelle Weise mit Tausenden von Kerzen oder Öllampen zu beleuchten, hätte enorme Summen verschlungen und verbot sich schon allein aus ökonomischen Gründen. Die mit dem Aufkommen der industriellen Produktionsweise errichteten neuen Fabrikhallen waren nicht nur räumlich größer, sie mussten auch länger und heller beleuchtet werden. Angetrieben durch den erhöhten Lichtbedarf und theoretisch fundiert durch die Entdeckung Lavoisiers, dass zur Verbrennung nicht nur der im Brennmaterial enthaltene Kohlenstoff, sondern auch der in der Luft enthaltene Sauerstoff notwendig ist, geriet am Ende des 18. Jahrhunderts die über Jahrtausende nahezu unveränderte Beleuchtungstechnik in Bewegung (Schivelbusch).
Die Eigenschaften des bei der Destillation von Kohle entstehenden Gases waren spätestens seit der Veröffentlichung eines Briefes von John Clayton an Robert Boyle in einer Ausgabe der Philosophical Transactions der Royal Society in London aus dem Jahr 1739 bekannt. Clayton schrieb darin:

„Ich nahm einige Stücke Kohle und destillierte sie in einer Retorte über dem offenen Feuer. Dabei entstand zunächst eine schleimige Flüssigkeit, bald darauf ein schwarzes Öl, und schließlich ein Gas, das sich nicht kondensieren ließ. Es sprengte jedoch den Dichtungsring ab und brachte zuweilen sogar den Behälter zum Zerspringen. Einmal, als es den Dichtungsring der Retorte abgesprengt hatte und ich mich näherte, um ihn zu reparieren, beobachtete ich, daß sich das ausströmende Gas an der Flamme der Kerze entzündete und mächtig brannte. Mehrere Male löschte ich es aus und entzündete es aufs neue.“

Bis zum Ende des 18. Jahrhunderts fanden diese Kenntnisse allerdings kaum praktische Anwendung. Das bei der Verkokung von Steinkohle anfallende Gas entwich ungenutzt, und erst die Arbeiten des Schotten William Murdoch markierten den Beginn der Nutzung von Kohlegas zu Beleuchtungszwecken. Erste Versuche von Georg Dixon 1780 in Cockfield, Johannes Petrus Minckeleers 1783 in Löwen oder Archibald Cochrane 1787 in Culross Abbey blieben auf einzelne Räume beschränkt. Erste Prototypen späterer Gasanstalten entstanden 1802 in einer Schmiede in Soho und 1805 in einer Baumwollspinnerei in Salford nahe Manchester. Die Skepsis gegenüber der neuen Technik war allerdings groß. Noch 1810 wurde Murdoch von einem Abgeordneten des britischen Unterhauses gefragt: „Sie wollen uns also tatsächlich weismachen, daß es eine Lampe geben soll, die ohne einen Docht auskommt?“ Es dauerte das gesamte erste Jahrzehnt des 19. Jahrhunderts, bis die zur Beleuchtung von Fabriken entwickelte Leuchtgastechnik auch auf den Sektor des öffentlichen und privaten Lebens ausgeweitet wurde. Hierbei spielte Friedrich Accum eine Schlüsselrolle.

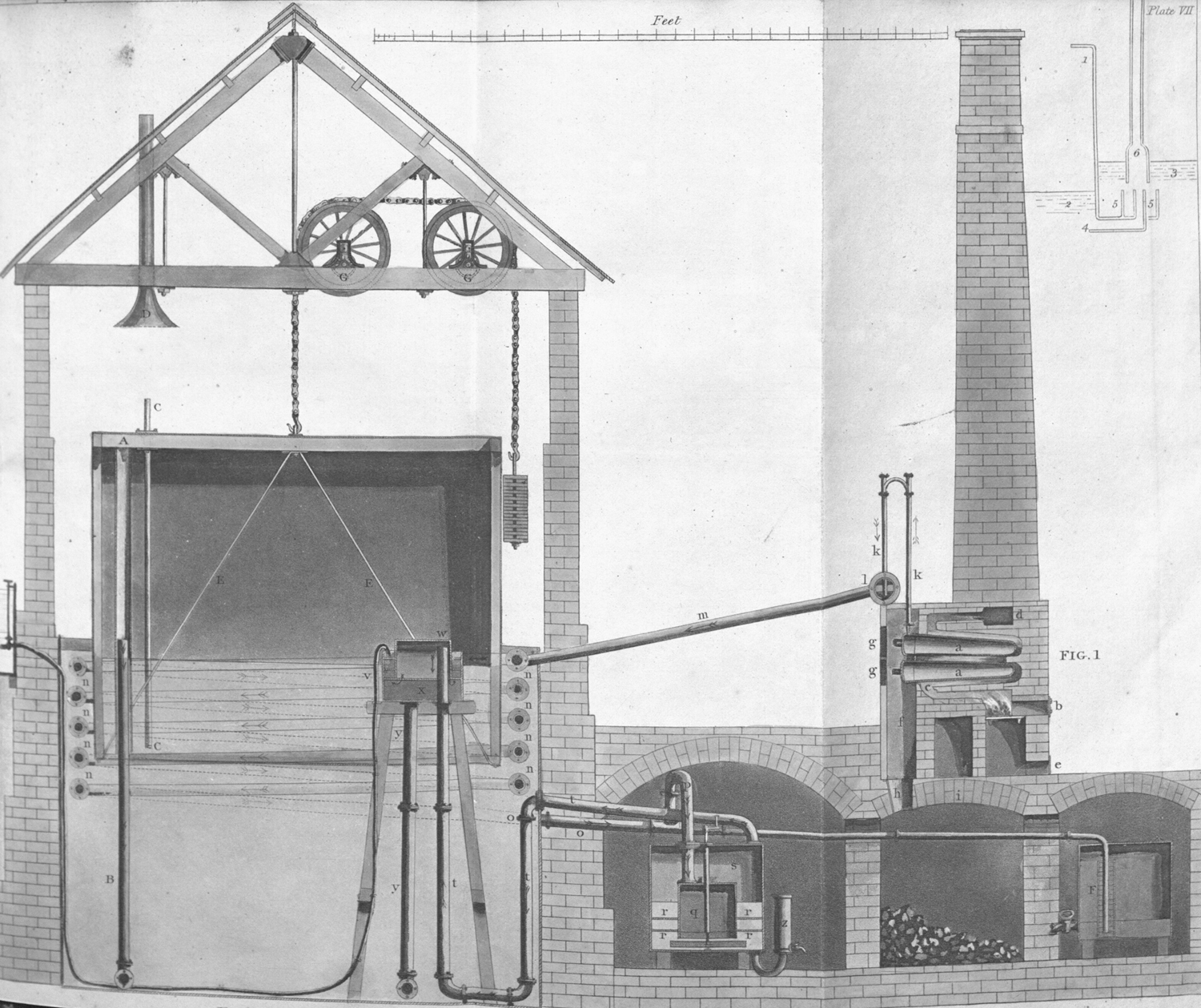
Erste Londoner Gasanstalt 1814. Ausklappbare Schautafel aus Accums Schrift A Practical Treatise on Gas Light (1815). Direkt unter dem Schornstein die querliegenden Retorten; links der Gasometer.

Angeregt durch den – wie er selbst nach England emigrierten – Geschäftsmann Friedrich Albert Winsor (1763–1830) und dessen langjährige Werbekampagne für die Gasbeleuchtung begann Accum sich mit dem Thema der Leuchtgasproduktion zu beschäftigen. Bevor die von Winsor seit 1807 beworbene Aktiengesellschaft zur Leuchtgaserzeugung 1810 als „Chartered Gaslight and Coke Company“ die Bewilligung des englischen Parlaments erhielt, hatte Accum vor dem für die Genehmigung zuständigen Parlamentsausschuss als Experte ausgesagt. Als die Gesellschaft nach Erfüllung der festgelegten Auflagen schließlich 1812 ihre Tätigkeit aufnahm, berief man Friedrich Accum in ihren ersten Vorstand. Die von Accum geleitete Errichtung einer Gasanstalt in der Curtain Road war zugleich der Auftakt zur Geschichte der öffentlichen Gasversorgung. Von nun an war die Beleuchtung mit Kohlegas nicht mehr auf den industriellen Sektor beschränkt und die neue Technik hielt Einzug in das städtische Leben. 1813 wurde die Westminster Bridge mit Gaslampen beleuchtet, ein Jahr später die Straßen von Westminster. In seinem 1815 veröffentlichten Werk Description of the Process of Manufacturing Coal-Gas verglich Accum die neue Form der Gasversorgung mit der in London seit dem frühen 18. Jahrhundert bestehenden Versorgung der Haushalte mit Leitungswasser: „Durch das Gas wird es möglich sein, so oft wir wollen in jedem Zimmer des Hauses ein angenehmes Licht zu haben, so wie dies auch mit dem Wasser der Fall ist.“ Der Übersetzer der 1815 in Berlin erschienenen deutschen Ausgabe fühlte sich genötigt, diese Analogie für all diejenigen Leser in Deutschland zu erklären, die die zentrale Versorgung mit Wasser nicht kannten: „In England sind viele Privathäuser durch innerhalb der Wände geleitete Röhren usw. so eingerichtet, daß man fast in allen Zimmern nur einen Hahn öffnen darf, um jederzeit Wasser zu haben.“
Hatte London im Jahr 1814 nur einen einzigen Gasometer mit einem Volumen von 14.000 Kubikfuß, so waren es 1822 schon vier Gasgesellschaften, die Gasometer mit einem Gesamtvolumen von fast einer Million Kubikfuß betrieben. Um die Leitungswege so kurz wie möglich zu halten, wurden die Gasometer direkt in den Wohnvierteln errichtet. Mit diesem Eindringen chemischer Fabriken in die Wohngebiete begann auch erste öffentliche Kritik an der neuen Technik einzusetzen. Diese speiste sich vor allem aus den immer wieder auftretenden Explosionen und Vergiftungen durch ausströmendes Gas. Accum, der sich neben seiner Arbeit als Chemiker auch in hohem Maße als Propagandist der neuen Technik hervortat, ging in seinen Veröffentlichungen wortstark gegen die Kritiker der Gasbeleuchtung vor. Durch die genaue Analyse der jeweiligen Unfallursachen zeigte er, dass die Unglücke in der Regel auf einen verantwortungslosen Umgang mit der Technik zurückzuführen und damit vermeidbar waren.
Schon früh hatte Accum sich auch mit den Nebenprodukten der Leuchtgaserzeugung auseinandergesetzt. Die bei der Vergasung der Kohle anfallenden Teerrückstände wurden in der Regel entweder vergraben oder in Flüssen und im Meer entsorgt. Insbesondere die ammoniakhaltigen Rückstände des Gaswaschens schädigten die Umwelt nachhaltig. Bereits 1820 forderte Accum gesetzliche Maßnahmen gegen das Einleiten dieser Rückstände in die Kanalisation und in Flüsse. Positive Reaktionen auf seine Kritik blieben jedoch aus. Die kleineren und größeren Katastrophen durch Gasunfälle waren offenbar greifbarer als die langfristigen Umweltbelastungen durch die bei der Leuchtgasproduktion anfallenden giftigen Rückstände.

### “There is death in the pot” – Kampf gegen giftige Lebensmittelzusätze
Im Jahr 1820 begann Friedrich Accum mit seiner Schrift A Treatise on Adulterations of Food and Culinary Poisons (dt. unter dem Titel: Von der Verfälschung der Nahrungsmittel und von den Küchengiften) den öffentlichen Kampf gegen gesundheitsschädigende Lebensmittelzusatzstoffe. Schon seit Jahrtausenden war es gebräuchlich gewesen, Lebensmittel durch pflanzlich-chemische Zusätze haltbarer zu machen oder in Geschmack oder Aussehen zu verändern. Mit dem Aufkommen industrieller Fertigungsmethoden zu Beginn des 19. Jahrhunderts entwickelte sich diese Praxis erstmals zu einem breite Schichten betreffenden Problem. Fanden die Herstellung und der Vertrieb von Lebensmitteln bis dahin nämlich weitgehend auf der Basis einer persönlichen Verantwortlichkeit des Produzenten gegenüber seinen Kunden statt, wurde diese Verantwortlichkeit durch die zunehmende Zentralisierung in der Lebensmittelproduktion verringert. Wissensfortschritte in der Chemie und das Fehlen ausreichender Gesetze zum Schutz der Verbraucher ermöglichten es, immer neue und nicht auf ihre Schädlichkeit für den Menschen erprobte Lebensmittelzusätze zu entwickeln und einzusetzen. Accum war der erste, der sich dieses Themas annahm und damit zugleich eine breite Öffentlichkeitswirkung erzielte.

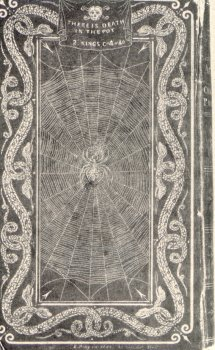
“There is death in the pot” – Einband von Accums Schrift A Treatise on Adulterations of Food and Culinary Poisons aus dem Jahr 1820.

Innerhalb eines Monats nach ihrem Erscheinen waren alle tausend Exemplare der ersten Auflage von A Treatise on Adulterations of Food and Culinary Poisons verkauft. Noch im selben Jahr wurde in London eine zweite Auflage gedruckt; zwei Jahre später erschien in Leipzig eine deutsche Übersetzung. Schon der Einband der in London erschienenen englischsprachigen Ausgaben zeugt dabei von Accums Geschick, seine wissenschaftlichen Erkenntnisse öffentlichkeitswirksam zu vermarkten. Eingerahmt von ineinandergeschlungenen Schlangen zeigt der Bucheinband ein mit einem Spinnennetz ausgefülltes Rechteck, in dessen Mitte eine Spinne auf Beute lauert und an dessen Kopfseite ein Totenkopf angebracht ist. Unter dem Totenkopf steht die aus dem Alten Testament entlehnte Warnung „There is death in the pot“ („Es ist der Tod im Topf“).
In den einzelnen Abschnitten seines Buches wechseln harmlosere Betrügereien wie etwa die Beimischung von zermahlenen Trockenerbsen zum Kaffee mit Verunreinigungen durch massiv gesundheitsschädigende Substanzen ab. Accum erklärte den Lesern anschaulich, dass der hohe Bleigehalt in spanischem Olivenöl durch das Klären des Öls in bleiernen Behältern verursacht wurde, und empfahl ihnen die Verwendung von Öl aus Ländern wie Frankreich und Italien, in denen diese Praxis nicht üblich war. Er warnte vor dem leuchtendgrünen Konfekt, das in den Straßen Londons von fliegenden Händlern angeboten wurde, da das beim Färben eingesetzte sogenannte „Saftgrün“ stark kupferhaltig war. Essig, so erfuhr der Leser, werde „zuweilen reichlich mit Schwefelsäure verfälscht, um ihm mehr Säure zu geben.“
Ein besonderes Augenmerk legte Accum auf das Bier, zu dem er einleitend schrieb: „Malzgetränke, und vorzüglich Porter, das Lieblingsgetränk der Einwohner von London und anderer großer Städte, gehört unter die Artikel, bei deren Bereitung häufig die größten Betrügereien begangen werden.“ Hier erfuhr man, dass dem englischen Bier bisweilen Substanzen wie Melasse, Honig, Vitriol, Guineapfeffer und sogar Opium beigemischt wurden. Für heutige Leser besonders aufschlussreich sind kulturgeschichtliche Hinweise wie etwa zur Praxis der Zugabe von indischen Kockelskörnern des Anamirta cocculus zum Porter-Bier, die offenbar insbesondere während der Koalitionskriege überhandnahm und von Accum auf die berauschende Wirkung des Stoffes zurückgeführt wurde. Zur Absicherung seiner Behauptungen griff Accum auf die unterschiedlichsten Quellen zurück. Als Beleg für seine Aussagen bezüglich der Kockelskörner führte er z. B. Einfuhrstatistiken an und ergänzte dies durch Beobachtungen darüber, wann die Körner erstmals in den Preiscouranten der Händler für Braumaterial auftauchten und wie sich ihr Preis in den zurückliegenden Jahren entwickelt hatte.
Zwei weitere Besonderheiten zeichnen den Treatise on Adulterations of Food and Culinary Poisons aus: Zum einen das bereits aus früheren Schriften Accums bekannte Augenmerk auf Allgemeinverständlichkeit, wobei Accum alle in seinem Buch beschriebenen chemischen Analysemethoden ausdrücklich mit einbezog. Jede Probe sollte auch vom Laien auf möglichst einfache Art und Weise nachvollzogen werden können. Accum schrieb dazu im Vorwort zur ersten Auflage:

„Bei der Darstellung der Experimente, welche zur Entdeckung der von mir angegebenen Betrügereien nothwendig sind, habe ich mich bemüht, blos solche Operationen auszuwählen, wie sie von Personen, die in der Chemie nicht bewandert sind, verrichtet werden können; und ebenfalls deshalb glaubte ich auch, alle nöthige Regeln und Instructionen in der verständlichsten Sprache, und mit Hinweglassung der gewöhnlichen Kunstausdrücke, andeuten zu müssen, welche letztere ohnedies in einem Werke, das zum allgemeinen Gebrauch bestimmt ist, nicht an ihrem Platz seyn würden.“

Zum anderen beschränkte Accum sich in seinem Kampf gegen giftige Lebensmittelzusätze nicht auf die reine Aufklärungsarbeit. Indem er nämlich am Ende eines jeden Kapitels die Namen derjenigen Händler und Geschäftsleute nannte, die in den Jahren vor 1820 der Betrügerei überführt worden waren, versuchte er den Lebensmittelverfälschern durch öffentliche Bloßstellung ihre Existenzgrundlage zu entziehen und griff damit aktiv in das Wirtschaftsleben Londons ein.

### Skandal und Prozess
Dass die Nennung von Namen aus der Londoner Geschäftswelt auf Widerstand und womöglich heftige Reaktionen stoßen würde, war Accum schon vor der Veröffentlichung seines Treatise klar. Im Vorwort zur ersten Auflage nannte er die Veröffentlichung der Namen betrügerischer Lebensmittelverfälscher eine „gehässig scheinende“ und „schmerzliche Pflicht“, der er sich aber dennoch unterziehe, weil dies zur Bekräftigung seiner Beweise notwendig sei. Seine Einschränkung, er habe die namentliche Nennung „sorgfältig vermieden, mit Ausnahme derjenigen, welche in den Parlaments-Akten und andern öffentlichen Berichten verzeichnet sind“ rettete ihn jedoch nicht vor dem Zorn seiner Gegner. Schon im Vorwort zur zweiten Auflage erklärte er, Drohungen erhalten zu haben. Gleichzeitig bekräftigte er aber, dies halte ihn nicht davon ab, „den Unvorsichtigen vor den Betrügereien gewissenloser Menschen, wer sie auch seyn mögen, zu warnen.“ Im Nachsatz fügte er hinzu: „Ich benachrichtige im Gegentheile hierdurch meine verborgenen Feinde, daß ich in jeder folgenden Ausgabe dieser Schrift fortfahren werde, der Nachwelt die Schande zu berichten, welche die Betrüger und ehrlosen Handelsleute trifft, die vor den Schranken der öffentlichen Gerechtigkeit überführt worden sind, Nahrungsmittel der Gesundheit nachtheilig gemacht zu haben.“
Wenige Monate nach dem Erscheinen von Accums Buch über Lebensmittelverfälschungen begannen die Vorgänge, die letztlich dazu führten, dass Accum England verließ und nach Deutschland zurückkehrte. Über die genauen Umstände kursierten lange Zeit widersprüchliche Darstellungen. In einer 1951 publizierten Untersuchung konnte Cole schließlich anhand von Sitzungsprotokollen der Royal Institution nachweisen, dass die auf einem Lexikoneintrag im Dictionary of National Biography fußende und später auch von der Allgemeinen Deutschen Biographie übernommene Darstellung, nach der Accum als Bibliothekar der Royal Institution in einen Prozess wegen Veruntreuung verwickelt wurde und nach seinem Freispruch nach Deutschland ging, nicht den Tatsachen entspricht.
Die von Cole im vollen Wortlaut wiedergegebenen Protokolle einer außerordentlichen Sitzung der Royal Institution vom 23. Dezember 1820 belegen dagegen, dass die Ereignisse durch eine Beobachtung eines Bibliothekars der Royal Institution namens Sturt ausgelöst wurden. Sturt meldete seinen Vorgesetzten am 5. November 1820, aus einer Reihe von Büchern im Lesesaal des Instituts seien Seiten entfernt worden. Dabei handele es sich um Bücher, die Friedrich Accum gelesen habe. Auf Anweisung seiner Vorgesetzten musste Sturt nun ein kleines Loch in die Wand des Lesesaals bohren, um Accum vom Nebenraum aus zu beobachten. Am Abend des 20. Dezember, so wird im Protokoll weiter ausgeführt, habe Sturt beobachten können, wie Accum einen Aufsatz über die Inhaltsstoffe und die Nutzung von Schokolade aus einer Ausgabe von Nicholson’s Journal herausgerissen und mitgenommen habe. In einer vom Magistrat der Stadt London am 21. Dezember angeordneten Hausdurchsuchung in der Old Compton Street wurden dann tatsächlich herausgerissene Seiten gefunden, die Büchern der Royal Institution zugeordnet werden konnten. In dem Sitzungsprotokoll heißt es weiter:

“The Magistrate after hearing the whole of the Case observed that however valuable the books might be from which the leaves found in Mr Accum’s house had been taken, yet the leaves separated from them were only waste paper. If they had weighed a pound he would have committed him for the value of a pound of waste paper, but this not being the case he discharged him.”

„Nachdem der Magistrat den gesamten Fall gehört hatte, bemerkte er, selbst wenn die Bücher, aus denen die in Mr. Accums Haus gefundenen Seiten stammten, wertvoll seien, so seien die herausgelösten Seiten doch lediglich Abfallpapier. Hätten sie ein Pfund gewogen, dann hätte er Accum zum Schadenersatz für ein Pfund Papierabfall verpflichtet. Da sie aber weniger wogen, entließ er ihn.“

Die am 23. Dezember 1820 tagende Kommission der Royal Institution gab sich jedoch mit diesem Urteil nicht zufrieden und beschloss, weiter gerichtlich gegen Accum vorzugehen. Daraufhin erschien am 10. Januar 1821 in der Times ein an Earl Spencer, den Präsidenten des Instituts, gerichteter offener Brief zur Verteidigung Accums. Cole vermutet, dass der mit „A. C.“ unterzeichnende Verfasser der Chirurg Anthony Carlisle war, mit dem Accum seit den ersten Jahren seines Aufenthalts in London befreundet war. Offenbar half Accum auch die prominente Unterstützung nicht, denn aus einem weiteren Protokoll der Royal Institution vom 16. April 1821 geht hervor, dass er nach Einleitung eines Verfahrens wegen Diebstahls von Papier im Gesamtwert von vierzehn Pence gemeinsam mit zweien seiner Freunde, dem Verleger Rudolph Ackermann und dem Architekten John Papworth, vor Gericht erschienen war und dort insgesamt 400 Pfund Sterling als Sicherheitsleistung hinterlegt hatte. Zum nächsten Gerichtstermin erschien Accum schon nicht mehr. Er hatte England bereits verlassen und war nach Deutschland zurückgekehrt.

### Zurück in Deutschland
In den beiden Jahren vor seiner Rückkehr nach Deutschland hatte Accum noch mehrere Bücher veröffentlicht, mit denen er seine Arbeiten zur Lebensmittelchemie fortsetzte. 1820 erschienen zwei Schriften über die Herstellung von Bier (A Treatise on the Art of Brewing) und von Wein (A Treatise on the Art of Making Wine). Ein Jahr später folgten Culinary Chemistry, in dem Accum praktische Hinweise zu den naturwissenschaftlichen Grundlagen des Kochens gab, sowie ein Buch über die Herstellung von Brot (A Treatise on the Art of Making Good and Wholesome Bread). Noch während seiner Jahre in Deutschland durchliefen einige seiner Werke zahlreiche Neuauflagen und erreichten als französische, italienische und deutsche Übersetzungen eine breite Leserschaft in Europa und als Nachdrucke auch in den Vereinigten Staaten.
Direkt nach seiner Ankunft in Deutschland ging Accum nach Althaldensleben. Dort hatte der Großindustrielle Johann Gottlob Nathusius Güter erworben und nutzte diese zum Aufbau einer großflächigen Gewerbeansiedlung. Von 1813 bis 1816 betrieb Nathusius als einer der deutschen Pioniere auf diesem Gebiet dort auch eine Fabrik zur Herstellung von Rübenzucker. Vermutlich hatten Nathusius’ umfangreiche Bibliothek und sein chemisches Labor Accum angezogen. Er blieb jedoch nur kurze Zeit in Althaldensleben, weil er bereits 1822 eine Professur für Chemie und Mineralogie am Königlichen Gewerbeinstitut in Berlin erhielt. 1824 kam eine Professur für Physik, Chemie und Mineralogie an der Berliner Bauakademie hinzu. Seine dortige Lehrtätigkeit schlug sich in dem zweibändigen Werk Physische und chemische Beschaffenheit der Baumaterialien, deren Wahl, Verhalten und zweckmässige Anwendung nieder, das 1826 in Berlin erschien. Es blieb das einzige Werk, das Accum zuerst in deutscher Sprache veröffentlichte.
Einige Jahre nach seiner Übersiedlung nach Berlin ließ Accum ein repräsentatives Haus in der Marienstraße 16 (später Marienstraße 23) bauen, das er bis zu seinem Tod bewohnte. Seine letzten Jahre waren von einer schweren Gichterkrankung geprägt, die schließlich auch zu seinem Tod führte. Anfang Juni 1838 verschlechterte sich sein Gesundheitszustand rapide und am 28. Juni, rund 16 Jahre nach seiner Rückkehr nach Deutschland, starb Accum im Alter von 69 Jahren in Berlin. Begraben wurde er dort auf dem Dorotheenstädtischen Friedhof. Das Grab ist nicht erhalten.

## Zur Literatur- und Quellenlage
Eine erste biographische Skizze zu Friedrich Accum legte 1925 der US-amerikanische Agrikulturchemiker und Wissenschaftshistoriker Charles Albert Browne vor. Er hatte sich in zehnjähriger Arbeit intensiv mit Leben und Werk Accums auseinandergesetzt und seine Studie durch Auskünfte von Behörden- und Kirchenvertretern aus Bückeburg ergänzen können. Seine Begeisterung für das Thema ging so weit, dass er im Juli 1930 nach Deutschland reiste und Accums Urenkel Hugo Otto Georg Hans Westphal (* 26. August 1873; † 15. September 1934) traf, der in Berlin-Tegel als vereideter Landmesser tätig war. Brownes letzter Aufsatz zum Thema erschien 1948 in Chymia, einer Zeitschrift zur Geschichte der Chemie, und beruhte in hohem Maße auf dessen Auskünften. Drei Jahre später veröffentlichte R. J. Cole einen auf englische Quellen gestützten Lebensabriss, in dem er insbesondere in der Frage des 1821 in London gegen Accum angestrengten Gerichtsverfahrens neue Erkenntnisse zu Tage förderte. Sowohl Browne als auch Cole verfügten jedoch über nur geringes Wissen bezüglich des letzten Lebensabschnittes, den Accum in Berlin verbrachte. Eine modernen Ansprüchen genügende Gesamtdarstellung von Leben und Werk Accums, die auch diese Lücke schließt, fehlt bislang. Nicht zu Unrecht bezeichnete Lawson Cockroft von der Royal Society of Chemistry in London Friedrich Accum als einen jener Chemiker, die trotz ihrer bedeutenden Leistungen heute weitestgehend vergessen sind.

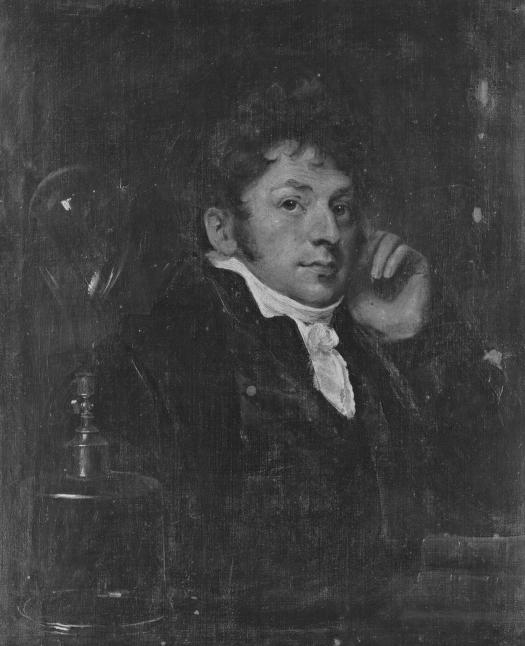
Schwarz-Weiß-Fotografie des in London entstandenen Ölgemäldes von Samuel Drummond.

Die wohl bekannteste bildliche Darstellung von Accum ist ein Punktierstich von James Thomson, der im Juli 1820 in der englischen Zeitschrift European Magazine abgedruckt wurde und Accum an einem Tisch sitzend neben einer Gaslampe darstellt. Thomsons Stich basiert vermutlich auf einem Ölgemälde des Londoner Porträt- und Historienmalers Samuel Drummond (1765–1844), das Accum in einer ähnlichen Pose zeigt und einige Jahre zuvor entstanden war. Ferner existiert ein von Accums Schwager Anton Wilhelm Strack gemaltes Ölporträt, das Friedrich Accum als kleinen Jungen darstellt. Browne gibt an, dieses Gemälde in Augenschein genommen zu haben, als er Accums Urenkel Hans Westphal in Deutschland aufsuchte. Wahrscheinlicher ist jedoch, dass Browne eine Fotografie des Bildes sah und sich das Original schon zum damaligen Zeitpunkt nicht mehr im Familienbesitz befand. 1930 existierte außerdem noch ein großes bronzenes Profilrelief, das ehemals auf Accums Grabstein angebracht war und dessen Verbleib ungeklärt ist.
Einige Schriftstücke und Dokumente aus dem Leben Friedrich Accums befinden sich heute in Familienbesitz. Eine Urkunde der Gesellschaft Naturforschender Freunde zu Berlin zur Verleihung der Ehrenmitgliedschaft an Friedrich Accum vom 1. November 1814 wurde im September 2006 online zugänglich gemacht. Ein aus London an seinen Bruder Philipp in Bückeburg gerichteter Brief Accums, in dem dieser anschaulich über das Leben in London nach dem Ende der Napoleonischen Kriege berichtet, ist im Projekt Wikisource verfügbar.

## Verzeichnis der eigenständigen Schriften und ihrer Nachdrucke

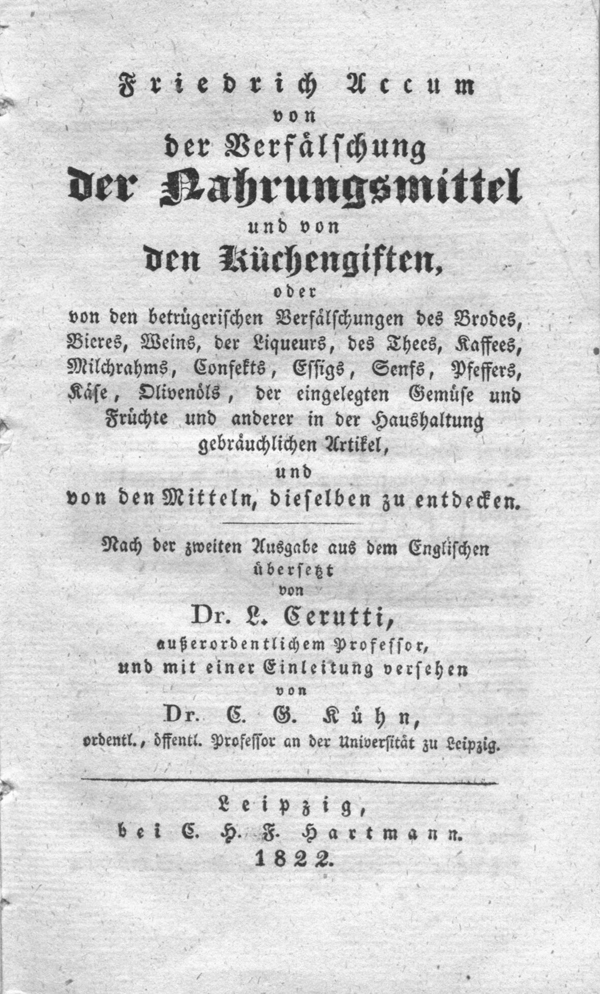
Titelblatt: „Von der Verfälschung der Nahrungsmittel und von den Küchengiften“, 1822

- System of Theoretical and Practical Chemistry, London 1803, 21807; Nachdruck Philadelphia 1808, 21813 Band 1, Band 2
- A Practical Essay on the Analysis of Minerals, London 1804, Digitalisat
  - auf zwei Bände erweiterte Neufassung 1808 unter dem Titel A Manual of Analytical Mineralogy
- An Analysis of a Course of Lectures on Mineralogy, London 1809, erweiterte Auflage 1810 unter dem Titel A Manual of a Course of Lectures on Experimental Chemistry and Mineralogy
- Descriptive Catalogue of the Apparatus and Instruments Employed in Experimental and Operative Chemistry, in Analytical Chemistry, and in the Pursuits of the Recent Discoveries of Electro-Chemical Science, London 1812 Digitalisat
- Elements of Crystallography, London 1813 Digitalisat
- Practical Treatise on Gas-Light, London 1815, insgesamt vier englischsprachige Auflagen bis 1818, Digitalisat
  - Neufassung unter dem Titel Description of the Process of Manufacturing Coal-Gas. For the lighting of streets, houses, and public buildings, with elevations, sections, and plans of the most improved sorts of apparatus. Now employed at the gas works in London, London 1819, 21820; Digitalisat
  - deutsch in der Übersetzung von Wilhelm August Lampadius als Praktische Abhandlung über die Gaserleuchtung: enthaltend eine summarische Beschreibung des Apparates und der Maschinerie, Berlin 1816, Digitalisat 21819;
  - französisch als Traité pratique de l’éclairage par le gaz inflammable mit einem Vorwort und Ergänzungen von Friedrich Albert Winsor, Paris 1816; Digitalisat
  - italienisch als Trattato pratico sopra il gas illuminante: contenente una completa descrizione dell’apparecchio … con alcune osservazioni, Mailand 1817; Digitalisat
- A Practical Essay on Chemical Re-agents or Tests: Illustrated by a Series of Experiments, London 1816, Digitalisat
  - erweiterte zweite Auflage 1818 unter dem Titel Practical Treatise on the Use and Application of Chemical Tests with Concise Directions for Analyzing Metallic Ores, Metals, Soils, Manures and Mineral Waters, 31820; Digitalisat Nachdruck Philadelphia 1817;
  - französisch Traité pratique sur l’usage et le mode d’application des réactifs chimiques, Paris 1819; Digitalisat
  - italienisch (Übersetzung der zweiten englischen Ausgabe) Trattato practico per l’uso ed apllicazione de’reagenti chimici, Mailand 1819; Digitalisat
- Chemical Amusement, a Series of Curious and Instructive Experiments in Chemistry Which Are Earily Performed and Unattended by Danger, London 1817, 21817, 31818, vierte durchgesehene Auflage 1819; Digitalisat
  - deutsch als Chemische Unterhaltungen: eine Sammlung merkwürdiger und lehrreicher Erzeugnisse der Erfahrungschemie, Kopenhagen 1819 Digitalisat, als Chemische Belustigungen Nürnberg 1824;
  - zweite amerikanische Auflage auf der Grundlage der dritten englischen mit Zusätzen von Thomas Cooper, Philadelphia 1818;
  - französisch in einer Übersetzung von V. Riffault als Manuel de Chimie Amusante; ou nouvelles recreations chimiques, contenant une suite d’experiences d’une execution facile et sans danger, ainsi qu’un grand nombre de faits curieux et instructifs, 1827, Digitalisat später in einer Neuauflage hrsg. von A. D. Vergnaud, zuletzt sechste erweiterte Auflage Paris 1854;
  - italienisch in einer zweibändigen Übersetzung als Divertimento chimico contenente esperienze curiose, Mailand 1820, zweite erweiterte Auflage in einer Übersetzung von Pozzi als La Chimica dilettevole o serie di sperienze curiose e instruttive di chimica chi si esequiscono con facilità e sicurezza, Mailand 1854
- Guide to the Chalybeate Spring of Thetford…, London 1819; Digitalisat
- Dictionary of the Apparatus and Instruments Employed in Operative and Experimental Chemistry, London 1821, Nachdruck unter Weglassung der Verfasserangabe als Explanatory Dictionary of the Apparatus and Instruments Employed in the Various Operations of Philosophical and Experimental Chemistry by a Practical Chemist, London 1824, Digitalisat
- A Treatise on Adulterations of Food and Culinary Poisons: Exhibiting the Fraudulent Sophistications of Bread, Beer, Wine, Spirituous Liquors, Tea, Coffee, Cream, Confectionery, Vinegar, Mustard, Pepper, Cheese, Olive Oil, Pickles, and Other Articles Employed in Domestic Economy, and Methods of Detecting Them, London 1820, 21820, 31821, 41822; Nachdruck Philadelphia 1820; 
  - deutsch in der Übersetzung von L. Cerutti als Von der Verfälschung der Nahrungsmittel und von den Küchengiften, Leipzig, 1822 21841
- A Treatise on the Art of Brewing: exhibiting the London practice of Brewing, Porter, Brown Stout, Ale, Table Beer, and various other Kinds of Malt Liquors, London 1820, 21821; Digitalisat
  - deutsch in der Übersetzung von Accums Nichte Fredrica Strack Abhandlung über die Kunst zu brauen, oder Anweisung Porter, Braun-Stout, Ale, Tischbier … zu brauen, Hamm 1821; Digitalisat
  - französisch in einer Übersetzung von Riffault als Manual théorique et pratique du brasseur, Paris 1825, später in einer Neuauflage hrsg. von A. D. Vergnaud
- A Treatise on the Art of Making Wine, London 1820, danach mehrere Auflagen, zuletzt London 1860; Digitalisat
  - französisch als Nouveau Manuel complet de la Fabrication des Vins de Fruits, 1827, später auch in der Übersetzung von Guilloud und Ollivier als Nouveau Manuel complet de la fabrication des vins de fruits, du cidre, du poiré, des boissons rafraîchissantes, des bières économiques et de ménage …, Paris 1851
- Treatise on the Art of Making Good an Wholesome Bread, London 1821 Digitalisat
- Culinary Chemistry, exhibiting the scientific principles of Cookery, with concise instructions for preparing good and wholesome Pickles, Vinegar, Conserves, Fruit Jellies with observations on the chemical constitution and nutritive qualities of different kinds of food, London 1821 Digitalisat
- Physische und chemische Beschaffenheit der Baumaterialien, deren Wahl, Verhalten und zweckmässige Anwendung, 2 Bände, Berlin 1826, Band 1, Band 2

### Darstellungen
- Wolfgang Schivelbusch: Zur Geschichte der künstlichen Helligkeit im 19. Jahrhundert, München [u. a.] 1983, ISBN 3-446-13793-9 (insbesondere das Kapitel „Gaslicht“, S. 22–54).
- Friedrich Klemm: Accum, Friedrich Christian. In: Neue Deutsche Biographie (NDB). Band 1, Duncker & Humblot, Berlin 1953, ISBN 3-428-00182-6, S. 27 (Digitalisat).
- R. J. Cole: Friedrich Accum (1769–1838). A biographical study, in: Annals of Science: the history of science and technology 7, 2 (1951), S. 128–143.
- Charles Albert Browne: Recently acquired information concerning Friedrich Accum, in: Chymia: annual studies in the history of chemistry 1 (1948), ISSN 0095-9367, S. 1–9 (mit Porträt).
- Charles Albert Browne: Correspondence. Prices as considered by Accum, in: Chemistry and industry review 9 (1931), S. 444–445 (Enthält eine unvollständige englischsprachige Übersetzung des Briefs Friedrich Accums an seinen Bruder vom 26. April 1816).
- Charles Albert Browne: The life and chemical services of Frederick Accum, in: Journal of Chemical Education 2 (1925), ISSN 0021-9584, S. 829–851, 1008–1034, 1140–1149.

### Textausgaben
- Friedrich Accum: A Treatise on Adulterations of Food, and Culinary Poisons, Elektronischer Volltext auf der Grundlage des Nachdrucks Philadelphia 1820, online abrufbar im Project Gutenberg.
- Nouveau Manuel complet de la fabrication des vins de fruits, du cidre, du poiré, des boissons rafraîchissantes, des bières économiques et de ménage …, übersetzt aus dem Englischen von Guilloud und Ollivier, erweitert von François Malepeyre (1794–1877), Paris 1851, online abrufbar als PDF-Dokument über Gallica, das Digitalisierungsprojekt der Französischen Nationalbibliothek.
- Manuel de chimie amusante …, hrsg. von A. D. Vergnaud, 3. durchgesehene und erweiterte Auflage, Paris 1829, online abrufbar über Google Books.

### Informationen über Friedrich Accum
- Informationen zu Friedrich Christian Accums 1821 in London erschienenem Buch Culinary Chemistry, online abrufbar über die Special Collection der Kansas State University Libraries.
- Frederick Carl Accum – Kurzbiographie von Lawson Cockroft, online abrufbar als PDF-Dokument über den Webserver der Bibliothek der Royal Society of Chemistry, London.
- Richard Hemmer und Daniel Meßner: Kleine Geschichte eines Chemikers, der Lebensmittelpanscher entlarvte in Spektrum.de vom 6. Oktober 2021